# Université de Ritsumeikan
L'université de Ritsumeikan (立命館大学, Ritsumeikan Daigaku, ou son abréviation Rits ou 立命 Ritsumei) est une université privée située à Kyoto au Japon.

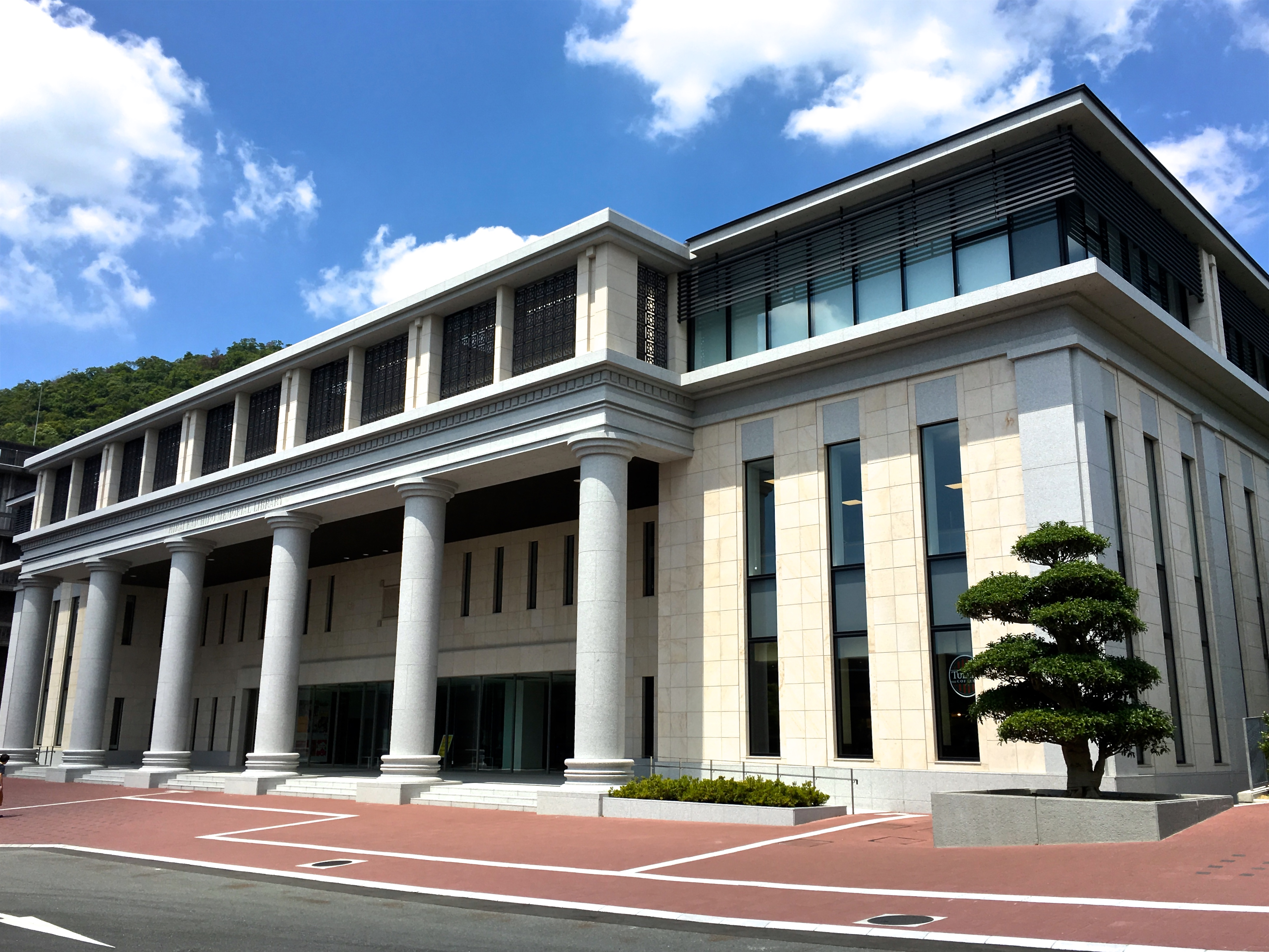
Bibliotheque de l'Universite Ritsumeikan

Cette université est composée du campus principal de Kinugasa et de son satellite Biwako-Kusatsu (BKC) à Kusatsu, ainsi qu'un nouveau campus à Tokyo ouvert début 2007, et enfin à Beppu avec l'université Ritsumeikan d'Asie Pacifique.

## Histoire
Ritsumeikan a été fondée par le prince Kinmochi Saionji en 1869, et a acquis le statut d'université en 1922. Ritsumeikan est classée parmi les meilleures universités dans l’ouest du Japon avec ses homologues du Kan-kan-Do-Ritsu. Historiquement, cette école a représenté une alternative libérale à son homologue publique, l'université de Kyoto.

## Origine du nom Ritsumeikan
Le mot « Ritsumei » vient d'un passage du chapitre Jinxin des discours de Mencius. Stipulant que :
« Certains meurent jeunes, comme certains mènent une longue vie. Cette décision est liée au destin. Par conséquent, notre devoir consiste à cultiver l'esprit durant ce court séjour en tant que mortel en établissant ainsi notre propre destin. »

## Relations internationales
Aujourd'hui, Ritsumeikan est reconnue internationalement comme l'une des plus ouvertes du Japon avec des programmes d'échanges dans des centaines d'écoles à travers le monde. L’université se distingue particulièrement par son programme en Relations internationales, elle est actuellement la seule membre à part entière de l’APSIA(Association Professionnelle des Écoles d’Affaires Internationales) qui est composée d’un petit groupe des plus prestigieuses universités au monde. Ritsumeikan a d’ailleurs établi un programme d’échange de double diplômes DUDP (licence) et DMDP (Master) avec le School of International Service de l’American University. On peut citer les partenariats pionniers avec l'Université de la Colombie-Britannique (UBC) à Vancouver et l'American University (AU) à Washington. Les étudiants de ces deux universités représentent chaque année une grande partie du programme d'échange d'étudiant Study in Kyoto Program (SKP).
Ce programme d'échange représente un peu plus de 100 étudiants en septembre 2006, il est principalement composé d'Américains et de Canadiens, mais aussi d'Allemands, de Français (principalement de Toulouse, Bordeaux et Paris), etc.

## Personnalités associées au Ritsumeikan
Personnalités connues liées à l'Université de Ritsumeikan - anciens élèves et professeurs :
- Momofuku Ando (1934 College of Economics), fondateur de Nissin Food Products Co., Ltd. à l'origine des premières nouilles instantanées au monde et des cup noodles.
- Kenichirou Satou PdG de Rohm
- Den Kawakatsu ancien PdG de Nankai Electric Railway
- Shuhei Fujioka, potier
- Takashi Haga, Ancien président et directeur exécutif de Marudai Food
- Shinichiro Furumoto (1987 College of Law), membre de la Chambre des représentants
- Kenta Izumi (1998 College of Law), membre de la Chambre des représentants
- Tadayoshi Ichida (1967 College of Law), membre de la Chambre des conciliateurs
- Hiroshi Okada (1969 College of Social Sciences), membre de la Chambre des conciliateurs
- Atsuya Furuta (1988 College of Business Administration), joueur de la Nippon Professional Baseball (Tokyo Yakult Swallows)
- Cico, (College of International Relations), chanteur de Bennie K
- Shigetoshi Hasegawa (1990 College of Social Sciences), joueur de MLB
- Masafumi Kawaguchi (1996 College of International Relations), joueur de football américain
- Masamine Sumitani, forgeron
- Noriaki Kinoshita (College of Business Administration), joueur de football américain
- Rikiya Koyama (College of Law), acteur
- Daisuke Matsui (College of Business Administration), joueur de football
- Tsutomu Minakami, romancier, lauréat du prix Naoki
- Masayuki Nagare, artiste
- Hiroyuki Nagato, acteur
- Gorō Naya, acteur
- Rokurō Naya (College of Law), acteur
- Nishio Ishin, romancier
- Tomokazu Ohka (College of Business Administration), joueur de la MLB
- Quruli, groupe de musique japonais
- Savanna, membre de ce duo comique
- Mai Kuraki (College of Social Sciences, 2005), chanteur
- Hiroshi Tanahashi, lutteur professionnel
- Tomoaki Taniguchi, joueur de rugby
- Yuji Ijiri, professeur de comptabilité
- Princesse Raiyah de Jordanie
- Tomotaka Takahashi, créateur de robot
- Akira Machida, archéologue
- Kenji Misumi, cinéaste
- Mike Bellot, entrepreneur haïtien
- Gōgen Yamaguchi (山口剛玄) (College of Law), maître de karate
- Saeko Umemura, femme politique japonaise
- Yumi Hayashi, femme politique japonaise